# Colour by Numbers
Color by Numbers es el segundo álbum de la banda británica de pop Culture Club, lanzado en octubre de 1983. Lo precede el sencillo "Karma Chameleon", que había alcanzado el número uno en varios países. El álbum se encaramó al número uno en Reino Unido, y se vendieron más de 16 millones de copias en todo el mundo. Ha sido galardonado con el triple platino en Reino Unido y cuádruple platino en Estados Unidos. Además, fue clasificado en el puesto #96 en la lista de la revista Rolling Stone entre los 100 mejores álbumes de la década de 1980 y también fue incluido en el libro 1001 discos que hay que escuchar antes de morir.
En 2008, el periódico Daily Mail, distribuyó un el álbum en un CD promocional.

## Lista de canciones
Todas las pistas fueron compuestas por O'Dowd, Moss, Craig y Hay, excepto "Karma Chameleon" y "It's a Miracle" compuestas por O'Dowd, Moss, Craig, Hay, y Pickett.
Lado 1
1. "Karma Chameleon" – 4:12
2. "It's a Miracle" – 3:25
3. "Black Money" – 5:19
4. "Changing Every Day" – 3:17
5. "That's the Way (I'm Only Trying to Help You)" – 2:45

Lado 2
1. "Church of the Poison Mind" – 3:30
2. "Miss Me Blind" – 4:30
3. "Mister Man" – 3:36
4. "Stormkeeper" – 2:46
5. "Victims" – 4:55

2003 CD Bonus tracks
1. "Man-Shake" – 2:34
2. "Mystery Boy" (Suntory Hot Whiskey Song) – 3:33
3. "Melting Pot" – 4:31
4. "Colour by Numbers" – 3:57
5. "Romance Revisited" – 5:00

"Time (Clock of the Heart)" fue incluido en el vinilo japonés.